# Qui est qui ?
Qui est qui ? (Who's who?) est un jeu télévisé d'origine galloise diffusé quotidiennement sur France 2 du 9 janvier 1996 au 5 juillet 2002, produit par Laurent Morlet (1998-2002) et présenté par Marie-Ange Nardi et coanimé par Pépita et Guy Lecluyse.

## Origines
Qui est qui ? est un jeu télévisé adapté du concept gallois Who's Who?, créé par Mat Steiner, et diffusé au Pays de Galles à partir du milieu des années 1990 à 2001 sur S4C.
Adapté en France par Jean-Jacques Pasquier, adaptateur du jeu Pyramide.

## Principe
Durant le jeu, trois candidats s'affrontent en essayant de deviner le métier (ou la passion) de six personnes. La liste de ces métiers (et passions) est visible de tous, mais ni les candidats ni le public ne savent à quelle personne chaque profession est attribuée.
Lors de la première manche, chaque joueur possède 100 points et peut miser tout ou partie de ses points en attribuant une des six personnes à un métier proposé. Cette dernière doit répondre à une question correspondant à son métier (ou passion) supposé. En cas de bonne réponse, le joueur gagne sa mise ; à l'inverse, il perd ses points en cas de mauvaise réponse. À l'issue de cette manche, le joueur ayant le moins de points est éliminé.
Pour la deuxième manche, chaque joueur se voit de nouveau présenter un métier parmi les six, et il doit choisir l'une des personnes. Une situation est alors mise en scène, avec l'objectif de mettre à l'épreuve la personne dans le domaine choisi. Ces mises en scène font généralement intervenir l'assistante de la présentatrice principale : Pépita. Au bout de quelques minutes, le public donne son opinion par un vote, et un score sur 100 est attribué au joueur. À l'issue de cette manche, le joueur ayant obtenu la meilleure moyenne est désigné finaliste.
Lors de la dernière manche (finale), le joueur restant doit tout simplement attribuer le métier à chaque personne, en procédant par déduction compte tenu des réponses aux questions (première manche) et du comportement lors des épreuves (deuxième manche). Il gagnait 1000 francs pour un candidat bien associé à son véritable métier, puis son gain doublait pour chaque bonne attribution supplémentaire (2 000 F ; 4 000 F ; 8 000 F ; 16 000 F). S'il réalisait un sans faute, il remportait 20 000 francs.

## Horaires[4]
Du 9 janvier 1996 à juin 1998, l'émission était diffusée, à 18 h 40 du lundi au vendredi.
Durant les étés 1996 et 1997, le jeu fut diffusé en semaine à 19 h 15, en remplacement du Studio Gabriel de Michel Drucker.
À partir de juillet 1998, le jeu s'installe définitivement en semaine à 19 h 15, à la suite des échecs des diverses émissions qui avaient occupé la case 19 h-20 h durant la saison 1997-1998. Il restera à cet horaire jusqu'en septembre 2000, avant de récupérer cette case en janvier 2001 à la suite de l'échec du talk-show Tous les jours, c'est Julie de Julie Snyder. 
D'octobre 2000 à décembre 2000, puis de nouveau à partir de septembre 2001 et jusqu'à sa dernière diffusion en juillet 2002, l'émission est diffusée à 17 h 25, juste après Des chiffres et des lettres.

## Audiences
- En 1998, Qui est qui ? rassemblait jusqu'à 4,4 millions de téléspectateurs, pour plus de 23 % du public.
- Courant 1999, le jeu réunissait jusqu'à 3,6 millions de téléspectateurs et environ 20 % de part de marché.
- En juin 2000, le jeu réunit jusqu'à 24,7 % du public[5].
- Diffusé plus tôt dans la journée à partir de la rentrée 2000, l'audience s'essouffle pour atteindre 2 millions de téléspectateurs et 13,5 % de part de marché  [6].

## En prime-time
Fort de son succès, le jeu a été diffusé en prime-time à partir de 1997 :
- le 17 mai 1997, spéciale Célébrités (avec à la co-présentation Jean-Luc Reichmann)
- le 14 juin 1997
- le 1er novembre 1997
- le 31 octobre 1998, spéciale Halloween
- le 30 janvier 1999 : 4,2 millions de téléspectateurs (21,5 % du public)[7]
- le 6 mars 1999 : 3,9 millions (18,6%)[7]

## Versions étrangères[8]
| Pays                               | Title               | Chaîne       | Animateur(s)                                                                                              | Première diffusion | Dernière diffusion |
| ---------------------------------- | ------------------- | ------------ | --- | ------------------ | ------------------ |
| Pays de Galles (version originale) | Pwy di Pwy?         | S4C          | Iestyn Garlick                                                                                            | années 1990        | 2001               |
| France                             | Qui est qui ?       | France 2     | Marie-Ange Nardi                                                                                          | 9 janvier 1996     | 5 juillet 2002     |
| Italie                             | 6 del mestiere?!    | Canale 5     | Claudio Lippi et Luana Ravegnini                                                                          | 30 juin 1997       | 13 septembre 1997  |
| Canada                             | La Tete De L’Emploi | Radio-Canada | Véronique Cloutier                                                                                        | 1997               | 1999               |
| Danemark                           | Hvem er Hvem        | TV2          | Amin Jensen Michael Carøe                                                                                 | 1997               | 1999               |
| Suède                              | Upp Till Bevis      | SVT          | Sven Melander (1998-2000, 2002-2003) Ellinor Persson (2001) Pontus Ströbaek (2001) Ola Selmén (2016-2017) | 1998               | 2017               |
| Viêt Nam                           | Ai là ai?           | VTV          | Kim Khánh                                                                                                 | 2006               | 2007               |
| Portugal                           | Quem E O Que?       | ?            | ? | ?                  | ?                  |
| Norvège                            | Who's who?          | ?            | ? | ?                  | ?                  |
| Grèce                              | Who's who?          | ?            | ? | ?                  | ?                  |
| Turquie                            | Who's who?          | ?            | ? | ?                  | ?                  |

## Identity
En 2009 et 2010, TF1 diffuse le jeu Identity. Bien qu'issu d'un format américain, il s'inspire très fortement du jeu initial Qui est qui ? diffusé quelques années auparavant.

## Projets de remake
En 2010, un projet de remake est annoncé, produit par la société 360 mais restera sans suites.
Début 2017, un pilote du jeu est enregistré, présenté par Christophe Dechavanne ; néanmoins le pilote n'est pas retenu par la chaine.

## Adaptation sur Instagram
En 2022, le compte MiskinTélé adapte le concept du jeu sur le réseau social Instagram, en faisant deviner aux internautes des métiers de personnes interviewées par l'INA et gagne rapidement en popularité.